# 珊达·托马 (皮划艇运动员)
珊达·托马（羅馬尼亞語：Sanda Toma，1970年3月17日—），罗马尼亚女子皮划艇运动员。她曾代表罗马尼亚参加1992年、1996年和2000年夏季奥林匹克运动会皮划艇比赛，其中2000年奥运会获得一枚铜牌。